# والد العروس (فلم 2022)
والد العروس (بالإنجليزية: Father of the Bride) هو فيلم كوميدي رومانسي أمريكي لعام 2022، من إخراج غاري ألازراكي وسيناريو مات لوبيز، ومت نجوم الفيلم آندي غارسيا، وجلوريا إستيفان، وأدريا أرخونا، وإيزابيلا مونير، وديجو بونيتا، وكلوي فينمان، تم إصدار الفيلم في 16 يونيو 2022.

## روابط خارجية
- مقالات تستعمل روابط فنية بلا صلة مع ويكي بيانات